# Rychliki
Rychliki (Duits: Reichenbach) is een dorp in het Poolse woiwodschap Ermland-Mazurië, in het district Elbląski. De plaats maakt deel uit van de gemeente Rychliki en telt 805 inwoners.